# Daniel W. Voorhees
Pour les articles homonymes, voir Voorhees.
Daniel Wolsey Voorhees (26 septembre 1827 – 10 avril 1897) est un homme politique américain, membre du Parti démocrate, qui fut représentant de l'Indiana à la Chambre des représentants des États-Unis de 1861 à 1873 puis sénateur de l'Indiana de 1877 à 1897.
Il est le père de Charles Stewart Voorhees (en), délégué au Congrès des États-Unis pour le territoire de Washington.

## Biographie
Daniel Wolsey Voorhees est né le 26 septembre 1827 dans le comté de Butler en Ohio. Il déménage dans sa jeunesse avec ses parents dans l'Indiana. Il sort diplômé de l'Indiana Asbury University en 1849 puis est admis au barreau en 1851.
Voorhees est élu en 1861 au Congrès des États-Unis en tant que représentant de l'Indiana sous les couleurs du Parti démocrate et siège jusqu'en 1865, puis de 1869 à 1873. En 1877, il est désigné pour siéger au Sénat des États-Unis en remplacement d'Oliver P. Morton mort au cours de son mandat et occupe ce poste jusqu'en 1897.
Il meurt le 10 avril 1897 à Washington.